# Marc Girardelli
Marc Girardelli (n. 18 iulie 1963, Lustenau⁠(d), Vorarlberg, Austria) este un schior alpin ce a reprezentat Luxemburg, medaliat olimpic. A participat la 2 ediții ale Jocurilor Olimpice (1992, 1994) în care a câștigat două medalii de argint.